# Leonard Kubiak

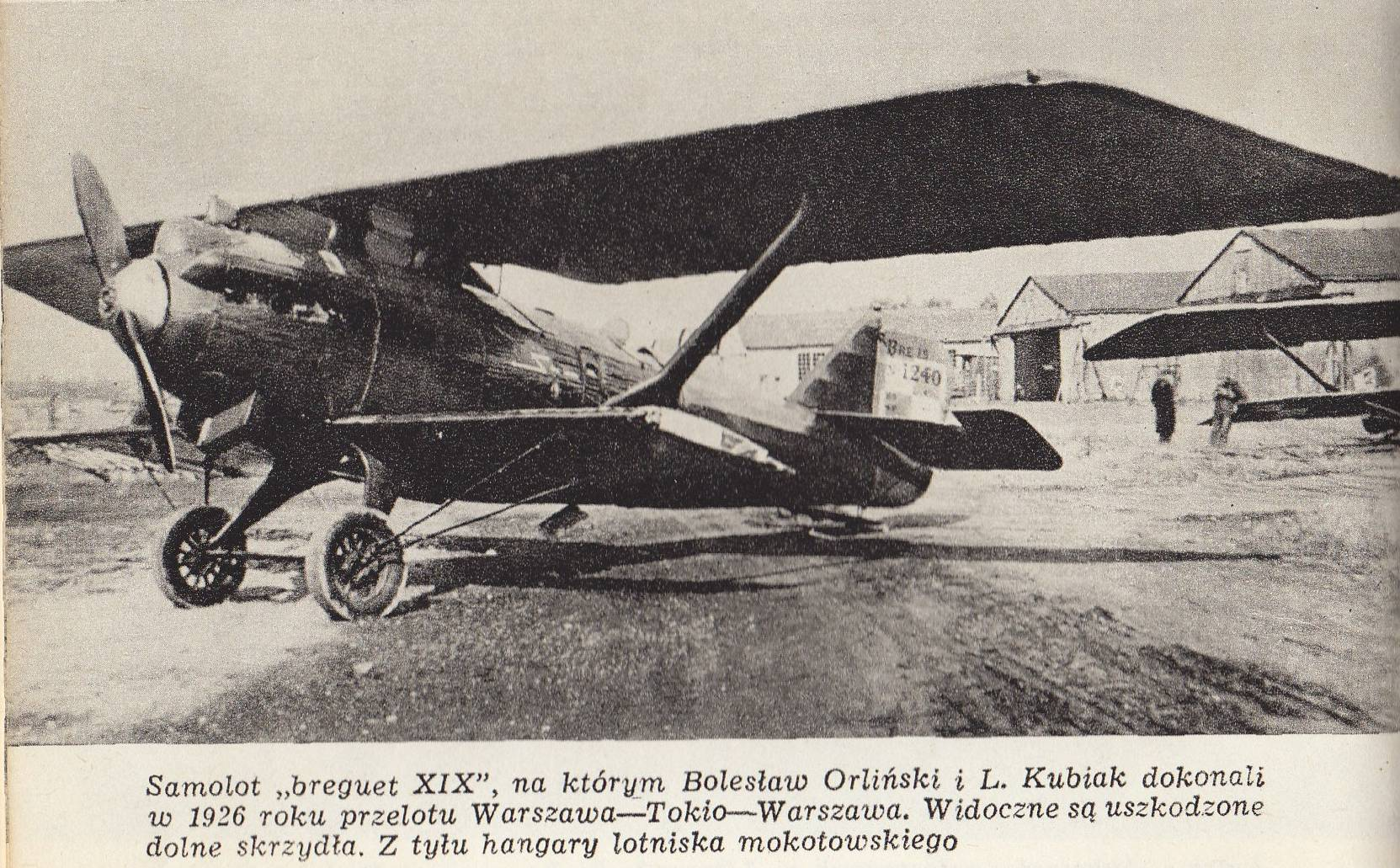
Samolot Orlińskiego i Kubiaka po powrocie z lotu Warszawa-Tokio-Warszawa na lotnisku mokotowskim w Warszawie

Leonard Kubiak (ur. w 1899, zm. w 1939 w Warszawie) – polski wojskowy, mechanik lotniczy.

## Życiorys
Był podoficerem w wojskowym lotnictwie niemieckim. Brał udział w powstaniu wielkopolskim, następnie w 1918 został powołany do zawodowej służby wojskowej w 1 Wielkopolskiej Eskadrze Polowej, po przeformowaniu włączonej do 1 pułku lotniczego. 
W 1925 jako mechanik wziął udział w rajdzie dookoła Morza Śródziemnego z pilotem Ludomiłem Rayskim na samolocie Breuget XIX. 
W dniach od 27 sierpnia do 25 września 1926, w stopniu sierżanta na tym samym samolocie, wraz z instruktorem Wyższej Szkoły Pilotów w Grudziądzu por. Bolesławem Orlińskim dokonał kilkuetapowego przelotu z Warszawy do Tokio, na trasie długości 22 600 km w obie strony, pomimo uszkodzenia śmigła i dolnego płata w trasie (ostatnie 6680 km trasy pokonali samolotem z częściowo obciętym lewym dolnym skrzydłem), oraz bardzo zużytym (w wyniku utraty oleju) silnikiem. W Japonii polscy lotnicy spotkali się z entuzjastycznym przyjęciem. Za przelot, podobnie jak Bolesław  Orliński, otrzymał japoński cesarski Order Wschodzącego Słońca. Następnie został przeniesiony do rezerwy, otworzył w Warszawie warsztat samochodowy. 
Zginął podczas nalotu bombowego na stolicę we wrześniu 1939.